# María del Rosario Fernández, La Tirana (1792)

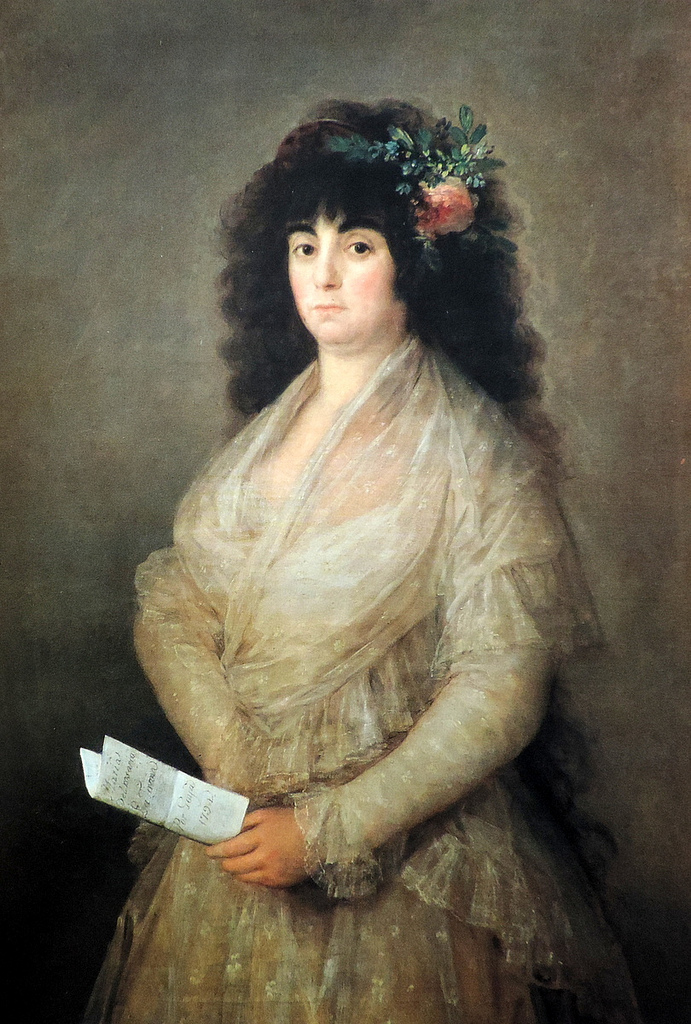
María del Rosario Fernández, La Tirana, Goya, 1794

Aktorka „La Tirana” – obraz olejny hiszpańskiego malarza Francisca Goi (1746–1828) przedstawiający popularną aktorkę Maríę del Rosario Fernández (1755–1803) nazywaną La Tirana. Jest uważany za jeden z najlepszych portretów kobiecych namalowanych przez Goyę.

## Okoliczności powstania
Rosario Fernández urodziła się w 1755 roku w Sewillii, występowała w teatrach w Madrycie, Barcelonie i w królewskich rezydencjach. Zawdzięczała swój przydomek mężowi Francisco Castellanosowi, który również będąc aktorem często grywał czarne charaktery, a w szczególności tyranów. Z tego powodu, a także ze względu na swój autorytarny charakter, partnerująca mu na scenie aktorka zyskała przezwisko La Tirana, czyli Tyranka. Małżeństwo nie było udane, a po rozstaniu z mężem i powrocie do Madrytu musiała szukać protekcji u księżnej Alby, aby móc dalej występować. Księżnę Albę i Goyę łączyła przyjaźń, zapewne dzięki tym koneksjom powstały dwa portrety Tyranki. Pierwszy jest datowany na ok. 1790–1792, na obrazie znajduje się wprawdzie ledwie widoczna inskrypcja ołówkiem LA TIRANA por Goya en 1799, jednak José Gudiol i José Manuel Pita Andrade zgodnie uznają ją za fałszywą i mylącą. W czasie kiedy portretował ją Goya, aktorka była u szczytu swojej kariery. Krótko potem podupadła na zdrowiu i wycofała się z życia artystycznego. Goya namalował ją jeszcze raz w 1794 (Aktorka “La Tirana”).

## Opis obrazu
Goya przedstawił ją stojącą na świeżym powietrzu, ubraną w szykowną suknię z białej gazy, czerwony lśniący szal i modne spiczaste pantofelki. Niemłoda już kobieta o jasnej cerze i wyrazistych brwiach spogląda na widza pewnym i dumnym spojrzeniem. Jej poza i wyraz twarzy sprawiają wrażenie, że jako aktorka jest przyzwyczajona do popularności i bycia podziwianą. Na swobodnie opuszczonej dłoni widać delikatnie połyskujący pierścień, podobnie jak perłowe kolczyki i klejnot upięty we włosach. Szczególną uwagę zwraca zastosowana technika światłocienia, która zwłaszcza w dolnej części sukni i szala w niezwykły sposób oddaje właściwości tkanin.

## Proweniencja
W 1816 roku kuzynka aktorki, Teresa Ramos, ofiarowała portret Królewskiej Akademii Sztuk Pięknych św. Ferdynanda, gdzie obecnie się znajduje.